# 11306 Åkesson
11306 Åkesson eller 1993 FF18 är en asteroid i huvudbältet som upptäcktes den 17 mars 1993 av UESAC vid La Silla-observatoriet. Den är uppkallad efter den svenska författaren Sonja Åkesson.
Asteroiden har en diameter på ungefär 9 kilometer.